# Drake’s Island
Drake’s Island ist eine kleine Insel vor der Südwestküste von Großbritannien. Die 2,6 Hektar große und bis zu 29 Meter hohe Insel gehört zum Stadtgebiet von Plymouth und liegt im Plymouth Sound.
Urkundlich wurde sie erstmals 1135 erwähnt, als die Insel von der Familie Valletort dem Kloster zu Plymouth vermacht wurde. Die Insel besaß eine Kapelle, die ursprünglich dem Heiligen Michael und später dem Schutzpatron der Seefahrer, dem Heiligen Nikolaus geweiht war, weshalb die Insel im Mittelalter St Michael's Island und später St Nicholas Island genannt wurde.
1549 musste die Kapelle einer Küstenbefestigung weichen. 1583 ging die Insel an die englische Krone über und der berühmte englische Seefahrer Sir Francis Drake wurde Gouverneur dieser Insel. Seit dieser Zeit führt die Insel den Namen Drake’s Island.
1599 wurden in Erwartung der spanischen Armada Barrikaden am Strand gebaut und das Kastell für 300 Soldaten ausgebaut. Als der englische Bürgerkrieg 1642 ausbrach, wurde Sir Jacob Astley Gouverneur der Insel. Plymouth schlug sich auf die Seite der Parlamentarier. Nachfolger Astleys als Gouverneur der Insel wurde Sir Alexander Carew, der im Verlauf des Bürgerkrieges beschuldigt wurde, Anhänger des Königs zu sein und Royalisten Unterschlupf zu gewähren. Er wurde verhaftet, eingesperrt und später im Tower of London hingerichtet.
Nach der Wiedereinführung der englischen Monarchie diente die Insel 25 Jahre lang als Staatsgefängnis und beherbergte zahlreiche prominente Gefangene wie General John Lambert oder Colonel Robert Lilburne, die auf Seiten des Parlaments gekämpft und das Todesurteil gegen König Karl I. unterzeichnet hatten. Sie blieben bis zu ihrem Tod auf der Insel.
Die Bedeutung der Insel änderte sich entscheidend, als 1691 die Marinebasis Devonport eröffnet wurde und die Insel als vorgelagerter Verteidigungsstützpunkt eine neue strategische Rolle gewann. Doch noch 1717 berichtete Colonel Lilley über den ruinösen Zustand der Verteidigungsanlagen auf der Insel und dass sie zu keiner Zeit einem Angriff standhalten könne.
1763 hieß die Insel wieder St Nicolas Island und war mit dreiundzwanzig 32-Pfündern, sechs 18-Pfündern als Kanonen und zwei 13 Inch Mörsern ausgestattet. Bis 1771 war auf der Insel eine halbmilitärische Truppe von Kanonieren untergebracht, die aber einer Invasion kaum etwas hätten entgegensetzen können. Von da an bis zum Zweiten Weltkrieg übernahm die Königliche Artillerie die Kosten und Instandhaltung der militärischen Verteidigung auf der Insel.
Auf Grund der Empfehlungen der Royal Commission on the Defence of the United Kingdom wurden die Befestigungen von Drake’s Island als ein Schlüsselpunkt des neuen Fortgürtels um Plymouth ab 1860 stark ausgebaut. Hinter Erdwerken wurden fünf 12-Inch-Vorderlader  aufgestellt, am südlichen Ende der Insel wurde eine Kasematte mit 21 9-Inch-Geschützen erbaut. Die Vorderlader wurden in den 1880er Jahren durch modernere Hinterlader ersetzt. Zusätzlich wurde eine Batterie mit drahtgesteuerten Brennan-Torpedos errichtet. Zwischen 1898 und 1901 wurden die Befestigungen durch zwei Batterien mit je drei QF 12 pounder 12 cwt naval gun ergänzt. Während des Zweiten Weltkriegs wurde die Küstenartillerie durch Flugabwehrgeschütze ergänzt. Nach Kriegsende wurden die Geschütze 1947 abgebaut, die Garnison wurde bis 1956 abgezogen.
1964 pachtete Plymouth die Insel vom Verteidigungsministerium und baute sie für Jugendfreizeiten aus. Seit 2012 steht die Insel zum Verkauf und soll zur Wohnbebauung genutzt werden.